# Tribuna Demòcrata Progressista
La Tribuna Democràtica Progressista (àrab: جمعية المنبر الديمقراطي التقدمي), sovint denominada al-Minbar, és una organització política de Bahrain impulsada pels exiliats que tornaven de l'organització clandestina Front d'Alliberament Nacional el 2001. Ahmad Al-Thawadi va ser el seu president fundador. Efectivament, al-Minbar va arribar a actuar com a successor directe del FLN.
El partit s'ha oposat a la política sectària i ha buscat representar els electors independentment de les seves creences. També va ser un defensor constant dels drets de la dona i la llibertat d'expressió, la qual cosa significa que els seus parlamentaris sovint es van aliar amb els liberals. Un dels seus tres parlamentaris, Abdulhadi Marhoon, es va exercir com a vicepresident de 2002 a 2006.
Al-Minbar també té una organització juvenil, Societat Shabeeba de Bahrain, que està activa entre els estudiants i treballadors joves amb una xarxa de connexions regionals i internacionals amb altres organitzacions juvenils democràtiques d'esquerra.
Abans de les eleccions de 2006, al-Minbar va llançar el bloc electoral 'Unitat Nacional', que tenia 9 candidats per al Consell de Representants, 5 dels quals eren membres d'al-Minbar. Cap dels seus candidats va resultar triat. En les eleccions de 2018, però, el partit va guanyar dos escons, que aconseguiria mantenir i sumar-ne un més a les eleccions de 2020.
En els darrers anys, ha estat un dels partits més belicosos davant de la normalització de relacions amb l'estat d'Israel, impulsant al Consell la "Iniciativa de Bahrain contra la normalització amb l'enemic sionista".